# Melanostoma apicale?
Melanostoma apicale? là một loài ruồi trong họ Ruồi giả ong (Syrphidae). Loài này được Bigot mô tả khoa học đầu tiên năm 1884. Melanostoma apicale? phân bố ở miền Australasia